# معركة وادي المخازن
معركة وادي المخازن أو معركة الملوك الثلاثة هي معركة قامت بين الدولة السعدية والبرتغال في 30 جمادى الآخرة 986 هـ، 4 أغسطس 1578م. تطور الأمر من نزاع على السلطة بين محمد المتوكل والسلطان أبو مروان عبد الملك إلى حرب مع البرتغال بقيادة الملك سبستيان الذي حاول القيام بحملة صليبية للسيطرة على جميع شواطئ المغرب، وكي لا تعيد الدولة المغربية الكرّة على الأندلس. انتصر المغاربة، وفقدت الإمبراطورية البرتغالية في هذه المعركة سيادتها وملكها وجيشها والعديد من رجال الدولة، ولم يبق من العائلة المالكة إلا شخص واحد ثم عادت الإمبراطورية البرتغالية بعد 93 سنة من سيادة إسبانيا عليها.

## سبب المعركة

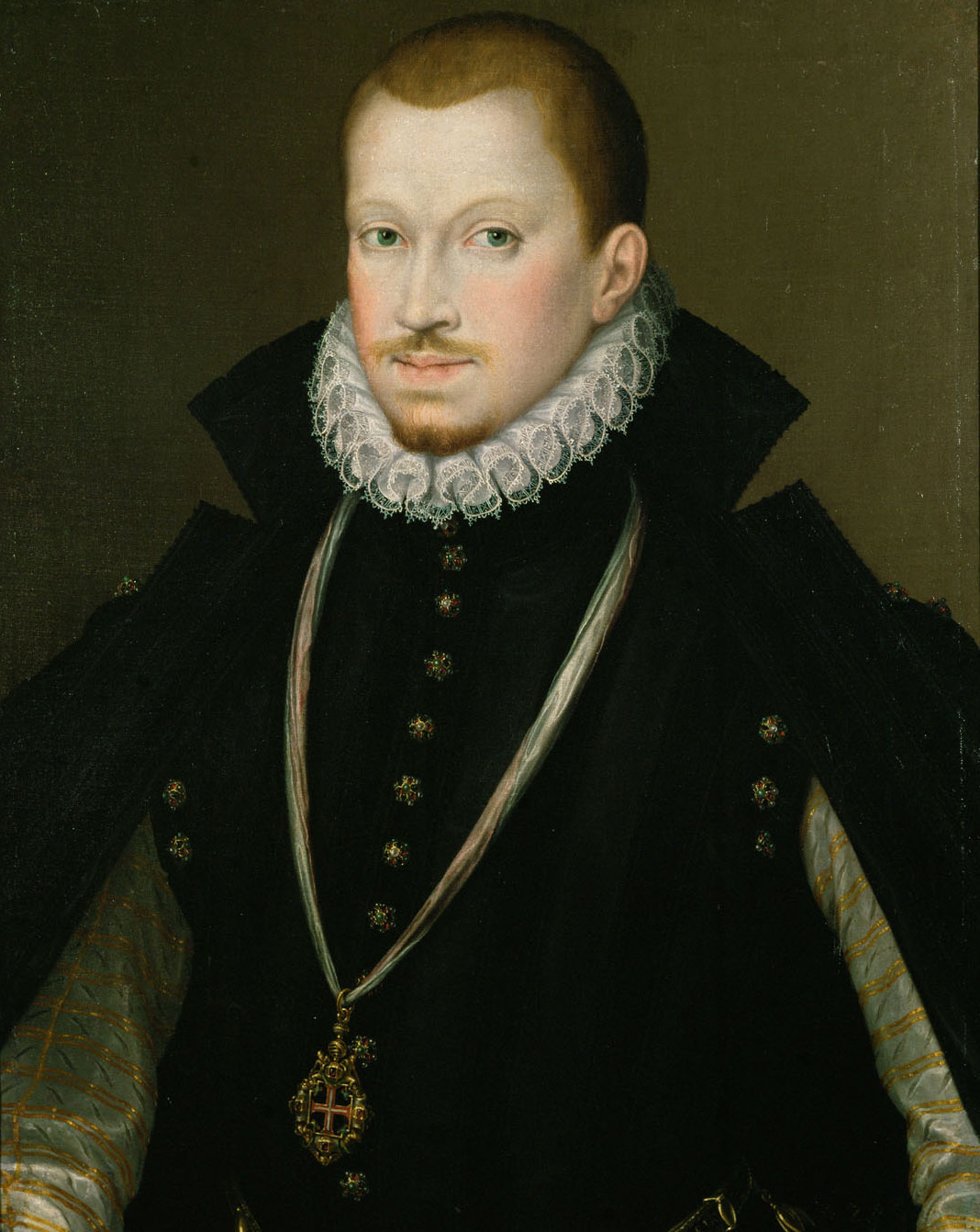
سبستيان الملقب بالمحبوب، ملك البرتغال

تربع سبستيان عام 1557م على عرش الإمبراطورية البرتغالية التي يمتد نفوذها على سواحل إفريقيا وآسيا والأمريكيتان (العالم الجديد)، فاتصل بخاله فيليب الثاني ملك إسبانيا يدعوه للمشاركة في حملة صليبية جديدة على الدولة السعدية كي لا تعيد الكرّة، على الأندلس.
وكان من حكامهم محمد المتوكل على الله والذي رأى عمه أبو مروان عبد الملك أنه أولى بالملك من ابن أخيه، فأضمر المتوكل الفتك بعميه عبد الملك وأحمد ففرا منه مستنجدين بالدولة العثمانية، الذين كتبوا إلى واليهم على إيالة الجزائر التابعة للعثمانيين ليبعث مع عبد الملك خمسة آلاف من عسكر الترك يدخلون معه أرض المغرب ليعيدوا له الحكم الذي سلبه منه المتوكل.
وعندما دخل أبو مروان عبد الملك الغازي مع العثمانيون، انتصر في معركة قرب مدينة فاس، وفر المتوكل من المعركة، ودخل عبد الملك فاس سنة 983 هـ وولى عليها أخاه أحمد، ثم ضم مراكش، ففر المتوكل إلى جبال سوس، فلاحقته جيوش عمه حتى فر إلى سبتة، ثم دخل طنجة مستنجدا بملك البرتغال الملك سبستيان الأول ملك البرتغال، بعد أن رفض ملك إسبانيا مساعدته.
أراد ملك البرتغال الشاب محو ما وصم به عرش البرتغال خلال فترة حكم أبيه من الضعف، كما أراد أن يعلي شأنه بين ملوك أوروبا بالقيام بمساعدة المتوكل، ربما مقابل أن يتنازل له عن جميع شواطئ الدولة المغربية.
استعان سبستيان بخاله ملك إسبانيا فوعده أن يمده بالمراكب والعساكر وأمده بعشرين ألفا من عسكر الإسبان، وكان سبستيان قد عبأ معه اثني عشر ألفاً من البرتغال، كما أرسل إليه الإيطاليون ثلاثة آلاف ومثلها من الألمان وغيرهم، وبعث إليه البابا بأربعة آلاف أخرى، وبألف وخمس مائة من الخيل، واثني عشر مدفعا، وجمع سبستيان, ملك البرتغال نحو ألف مركب ليحمل هذه الجموع إلى الأراضي الدولة المغربية. وقد حذر ملك إسبانيا ابن أخته عاقبة التوغل داخل أراضي المغرب ولكنه لم يلتفت لذلك.

## مسيرة الجيشين إلى وادي المخازن

علم المغرب سنة 1578، جنبا إلى العلم الأبيض.

علم الإمبراطورية البرتغالية سنة 1578.

أبحرت السفن الصليبية من ميناء لشبونة باتجاه شمال المغرب يوم 24 يونيو 1578، وأقامت في لاغوس بضعة أيام، ثم توجهت إلى قادس وأقامت أسبوعاً كاملا، ثم رست بطنجة وفيها لقي سبستيان حليفه المتوكل، ثم تابعت السفن سيرها إلى أصيلة، وأقام سبستيان بطنجة يوما واحدا ثم لحق بجيشه. كتب عبد الملك من مراكش رسالة إلى سبستيان:
«إن سطوتك قد ظهرت في خروجك من أرضك، وجوازك العدوة، فإن ثبتّ إلى أن نقدم عليك، فأنت نصراني حقيقي شجاع، وإلا فأنت كلب بن كلب».
لما بلغت سبستيان استشار أصحابه فأشاروا عليه أن يتقدم، ويملك تطاوين والعرائش والقصر الكبير ويجمع ما فيها من العدة ويتقوى بما فيها من الذخائر ولكن سبستيان تريث رغم إشارة رجاله، وكتب أبو مروان عبد الملك إلى أخيه أحمد أن يخرج بجند فاس وما حولها ويتهيأ للقتال، وهكذا سار جند مراكش بقيادة عبد الملك وسار أخوه أحمد بجند فاس وما حولها، وكان اللقاء قرب محلة القصر الكبير.

### تعداد الجيشين
- الجيش البرتغالي: حوالي 28,000 مقاتل بقيادة سبستيان, ملك البرتغال (تتضمن متطوعين من قشتالة وإيطاليا، مرتزقة من فلاندرز وألمانيا وحلفاء مغاربة يتراوح عددهم ما بين 3,000 و 6,000)، كما توفر الجيش على 40 مدفعا.
- الجيش المغربي: حوالي 40,000 مقاتل بقيادة أبو مروان عبد الملك، بعد مبايعته بفاس، اتجه نحو مراكش في جيش جديد عزز قوامه أهل فاس والأندلسيين وقبائل العرب،[3] بالإضافة إلى 34 مدافع مغربية كبيرة.

## قبيل المعركة

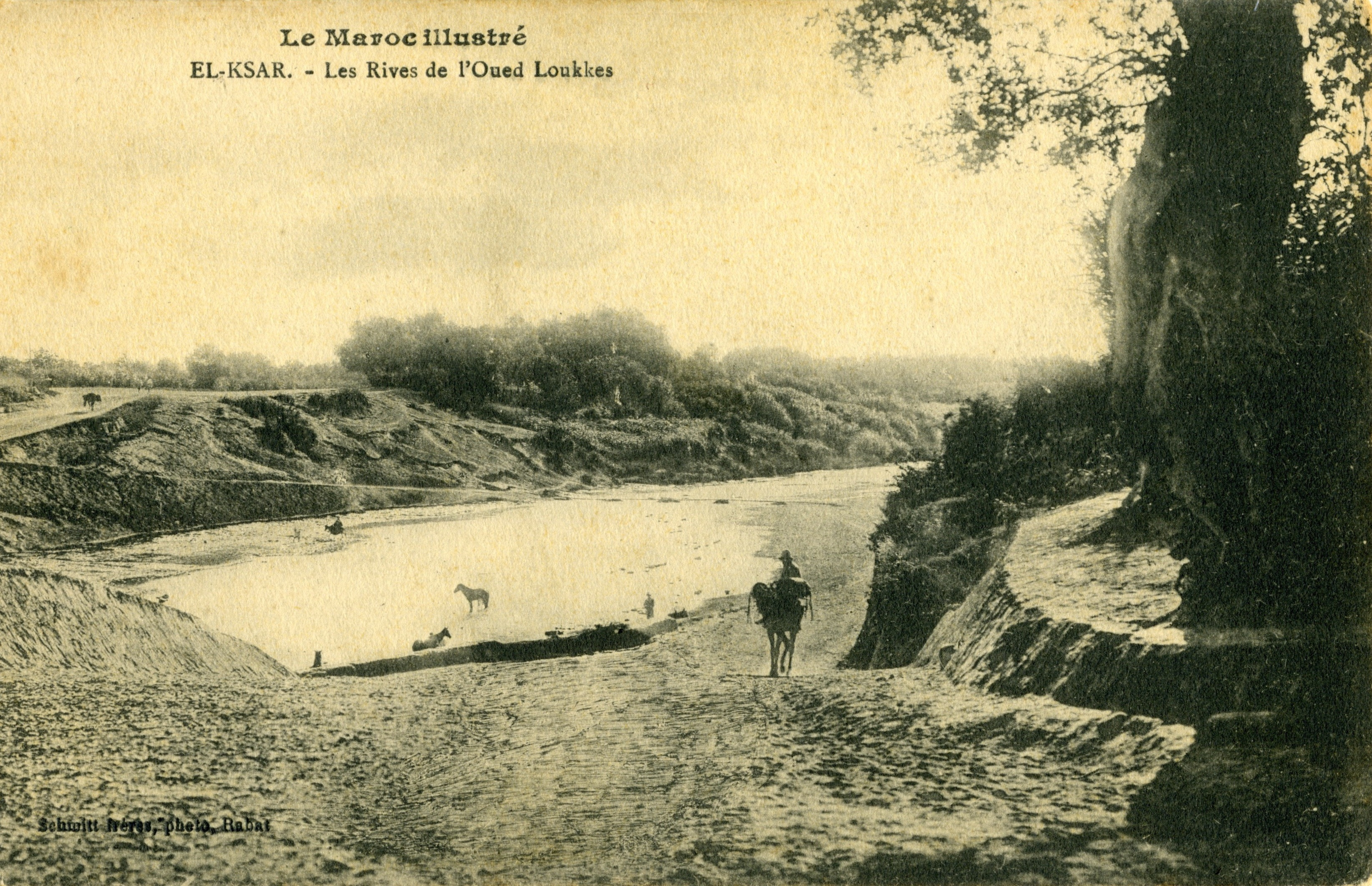
واد لوكوس، موقع تقريبي لمعركة وادي المخازن، صورة من القصر الكبير سنة 1900.

اختار عبد الملك القصر الكبير مقراً لقيادته، وخصص من يراقب سبستيان وجيشه بدقة، ثم كتب إلى سبستيان مستدرجاً له:
« إني قد قطعت للمجيء إليك ست عشرة مرحلة، فهلا قطعت أنت مرحلة واحدة لملاقاتي »، فنصحه المتوكل ورجاله أن لا يترك أصيلة الساحلية ليبقى على اتصال بالمؤن والعتاد والبحر، ولكنه رفض وتحرك قاصداً القصر الكبير، حتى وصل جسر وادي المخازن حيث خيم قبالة الجيش المغربي، وفي جنح الليل نسفوا قنطرة جسر وادي المخازن، والوادي لا معبر له سوى هذه القنطرة.
وتواجه الجيشان بالمدفعيتين، وبعدهما الرماة المشاة، وعلى المجنبتين الفرسان، ولدى الجيش المسلم قوى شعبية متطوعة، إضافة لكوكبة احتياطية من الفرسان للهجوم في الوقت المناسب.

## المعركة

صورة توضح تشكيل الجيشين بالمعركة

في صباح الإثنين 4 أغسطس 1578 ركب السلطان عبد الملك فرسه يحرض الجيش على القتال رغم مرضه الشديد، وقام القسس والرهبان بإثارة حماس جند أوروبا مذكرين أن البابا أحل من الأوزار والخطايا أرواح من يلقون حتفهم في هذه الحروب. انطلقت عشرات الطلقات النارية من الطرفين كليهما إيذاناً ببدء المعركة، مال أحمد المنصور الذهبي بمقدمة الجيش على مؤخرة البرتغاليين وبالفرسان على جانبيهم في مناورة تطويقية وأوقد النار في بارود البرتغاليين، واتجهت موجة مهاجمة ضد رماتهم في المقدمة والقلب فقتل العديد.
وصرع سبستيان, ملك البرتغال وألوف من حوله بما فيهم جل نبلاء البلاط وقادة الدولة البرتغالية يومها بعد أن أبدى صمودا وشجاعة تذكر، وحاول المتوكل الفرار شمالا فوقع غريقا في نهر وادي المخازن ووجدت جثته طافية على الماء، فسلخ وملئ تبناً وطيف به في أرجاء بلاد المغرب انتقاما منه.
وقد توفي السلطان عبد الملك عند انتهاء المعركة جراء الجهد الفائق الذي بذله في قيادة الجيش وتحميس الجند رغم مرضه الشديد، ودامت المعركة حوالي أربع ساعات وعشرين دقيقة.

### هلاك ثلاثة ملوك

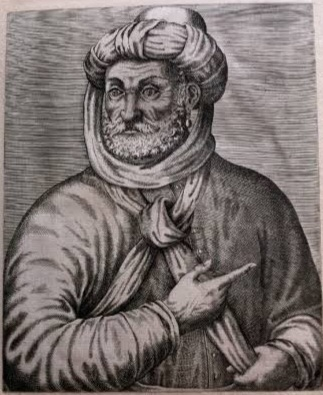
أحمد المنصور بقي على قيد الحياة من المعركة ليخلف أخاه ويُصبح السلطان الجديد لبلاد المغرب الأقصى. أضيف له لقَب «الذهبي» بعد غزو إمبراطورية سونغاي لكثرة الذهب الذي كان في هذه الأخيرة وتم نقله إلى الإيالة الشريفة.

لقي في هذه المعركة ثلاثة ملوك حتفهم هم عبد الملك وسبستيان, ملك البرتغال والمتوكل ولذا عرفت بمعركة الملوك الثلاثة، وفقدت البرتغال في هذه الساعات ملكها وجيشها ورجال دولتها، ولم يبق من العائلة المالكة إلا شخص واحد. تدخلت القوات الإسبانية في اليوم الثالث من المعركة بدعوى حماية القواعد البرتغالية الأربع: سبتة وطنجة وأصيلة ومازاغان من الهجومات السعدية. كما استغل فيليب الثاني ملك إسبانيا الفرصة وقام باحتلال الإمبراطورية البرتغالية سنة 1580 وورث أحمد المنصور العرش السعدي في فاس.

## نتائج المعركة
انهارت البرتغال عسكريا، سياسيا واقتصاديا بعد موت سبستيان ملك البرتغال وجل النبلاء البرتغاليين وقادتهم، ومن ثم ضم الإسبان البرتغال لبلادهم بعد انهزام بقايا السلالة البرتغالية الحاكمة في معركة القنطارة قرب لشبون، وبدأ البرتغاليون يقولون أن سبستيان لم يمت وسيعود للحكم وستستقل البرتغال، وتحول أمل عودته لظاهرة مرضية (السِبَسْتِيانِيَّة)، ومع مر السنين بدأ العديد يأتون للبرتغال والكل يقول أنا سبستيان. من النتائج الأخرى التأكيد على الوجود السياسي والعسكري القوي لدولة السعديين في شمال أفريقيا في الساحة الدولية آنذاك. وفرَّ مولاي الناصر أخ محمد المتوكل إلى لشبونة وكذلك ابن أخيه مولاي الشيخ الذي كان بمازاغان، ومنها إلى قرمونة، حيث استضافهم ملك إسبانيا.

### خسائر الطرفين
- الجيش البرتغالي: 12,000 قتيل بالإضافة إلى 16,000 أسير.[2]
- جيش المغرب: 1,500 قتيل.[2]

## مخلفات المعركة في الثقافة

### اليهود
خصص يهود المغرب اليوم الثاني من بداية شهر أيلول (بالعبرية אלול) الذي يقابله شهر سبتمبر، كيوم عيد منذ ذلك الحين احتفالا بانهزام البرتغاليين، يسمونه بوريم سيباستيانو لأنهم يشبهونه بـعيد بوريم، الذي يحتفل فيه بمعجزة إلهية أنقذهتم من مذبحة، فوفقا للتقاليد، وعد دون سيباستيان أنه «إذا انتصر وفتح المغرب، سيذبح بالسكين كل يهودي لا يقبل التنصير»، وكان تخوفهم من إنشاء محاكم تفتيش برتغالية بالمغرب. يحتفل به سنويا وتغلق فيه المحلات ويتوقف العمل ويتصدقون فيه على الفقراء، ويدعون في صلاتهم بالخير لسلطان المغرب، وفي بعض المعابد في تطوان ترمى النقود المعدنية على الأرض بعد قراءة التوراة ليلقطها الأطفال، وتقدم لهم الهدايا، ويأكل البعض فاكهة التين الشوكي وقت الظهيرة، لأنه وفقا للأسطورة، توفي سيباستيان وسط أشواك هذا الصبار. الاحتفال انتشر مع الشتات اليهودي، ويحتفل به كذلك في كاراكاس بفنزويلا.

### البرتغاليين
تناولت المصادر والوثائق البرتغالية المعركة من زاوية دينية تشاؤمية، فرأى البرتغاليون في انهزامهم فيها عقابًا من الله، وحمَّلوا المسؤولية للنُّبلاء ولرجال الدين الذين لم يعرفوا كيف يَحدُّون من اندفاعِ الملك سيباستيان الناتج عن صغر سنِّه وقلة تجربته، وبالرغم من ذلك قدَّس البرتغاليون هذا الأمير، ونزَّهوه وجعلوا منه مثيلا للمهدي المنتظر، فالملِك حسب الرواية الشعبية لم يَمُت في معركة وادي المخازن، وسيعود ليحرر شعبه. وخلد الشاعر «فرناندو بيسوا» اسم «دون سيباستيان» بقصيدة في هذا المعنى سماها باسمه:
| معركة وادي المخازن | الدون سبستيان, ملك البرتغالمجنون، نعم، مجنون، لأني اشتهيت العظمةهذه التي لا يمنحها القدر.لم استطع احتواء يقيني داخليولهذا، وحيث يقوم الشاطئ الرملي،فإن وجودي هو ما بقي وليس ما هو قائم?.جنوني، دع الآخرين يتقبلوه منيوكل ما يحتويهفمن دون جنون ما هو الإنسانان لم يكن مجرد حيوان جيد الصحةوجثة مؤجلة تتوالد باستمرار؟ | معركة وادي المخازن |

### في الثقافة الإسلامية
في الثقافة الإسلامية شبَّه المؤرخون معركةَ وادي المخازن بغزوة بدر، ورأى بعض الشعراء والفقهاء في موت ثلاثة ملوك رمزًا وإشارة إلى انهزام الثالوث، وذكر المغاربة ذلك في نثرهم وشِعْرهم، وأشار ابن القاضي في كتابه «درة الحجال في أسماء الرجال»، إلى المسألة في شكل تعجُّب حين قال: «فانظر لحكمة الله القهار! أهلك ثلاثة ملوك في يوم واحد، وأقام واحدًا»، ولأبي عبد الله محمد بن علي القشتالي قصيدة شعرية:
بالإضافة إلى النابغة الهوزالي الذي ألف قصيدة في مدح شجاعة السلطان أحمد المنصور في المعركة، لأحمد بن القاضي وصف شعري لوقائع المعركة في مؤلفه درة السلوك فيمن حوى الملك من الملوك، كما ذكرها أدباء متأخرين من أمثال علال الفاسي في قصيدة بعنوان «ذكرى موقعة وادي المخازن أو غزوة الملوك الثلاثة»، ومصطفى الطريق وقدور الورطاسي ومحمد الغربي والشاعر عبد الواحد السلمي ومحمد الخمار والشاعر حسن الطريبق إلى غير ذلك من القصائد التي أشار إليها عباس الجراري في كتابه «معركة وادي المخازن في الأدب المغربي».

### لمزيد من المطالعة
- الأتراك العثمانيون في أفريقيا الشمالية، عزيز سامح التر، ترجمة: محمود علي عامر، دار النهضة العربية، بيروت، لبنان، الطبعة الأولى، 1989م.
- وادي المخازن، شوقي أبو خليل، دار الفكر، دمشق، 1988م.
- معجم المعارك الحربية، ماجد اللحام، دار الفكر المعاصر، بيروت، الطبعة الأولى، 1990م.
- واقعة وادي المخازن في تاريخ الدولة السعدية، إبراهيم حسن، دار الثقافة، الدار البيضاء، 1979م.
- معركة وادي المخازن، يونس نكروف، ترجمة: حسين حيدر ووفاء موسى، دار عويدات للطباعة والنشر، 1987م.
- معركة وادي المخازن، إحسان هندي، مركز الدراسات التاريخية، دمشق.

## وصلات خارجية
- أصداء معركة وادي المخازن في الشعر المغربي عبد الحق المريني.